# Matelea klugii
Matelea klugii är en oleanderväxtart som beskrevs av G. Morillo. Matelea klugii ingår i släktet Matelea och familjen oleanderväxter. Inga underarter finns listade i Catalogue of Life.